# Liste der Biografien/Ose
Liste der Biografien |
Portal Biografien |
Personensuche
# |
A |
B |
C |
D |
E |
F |
G |
H |
I |
J |
K |
L |
M |
N |
O |
P |
Q |
R |
S |
T |
U |
V |
W |
X |
Y |
Z |
?
 
Oa |
Ob |
Oc |
Od |
Oe |
Of |
Og |
Oh |
Oi |
Oj |
Ok |
Ol |
Om |
On |
Oo |
Op |
Oq |
Or |
Os |
Ot |
Ou |
Ov |
Ow |
Ox |
Oy |
Oz
 
Osa |
Osb |
Osc |
Osd |
Ose |
Osg |
Osh |
Osi |
Osk |
Osl |
Osm |
Osn |
Oso |
Osp |
Osr |
Oss |
Ost |
Osu |
Osv |
Osw |
Osy |
Osz
Die Liste der Biografien führt alle Personen auf, die in der deutschsprachigen Wikipedia einen Artikel haben. Dieses ist eine Teilliste mit 68 Einträgen von Personen, deren Namen mit den Buchstaben „Ose“ beginnt.

## Ose
- Ose, Doug (* 1955), US-amerikanischer Politiker
- Ōse, Jintarō (1866–1944), japanischer Pädagoge
- Ose, Takaki (* 1995), japanischer Fußballspieler

### Osea
- Oseary, Guy (* 1972), israelisch-amerikanischer Talentmanager, Schriftsteller und Unternehmer

### Oseb
- Oseborn, Zabel († 1526), Bürgermeister Stralsunds

### Osed
- Osede, Derik (* 1993), spanischer Fußballspieler

### Osee
- Osée, Yannick (* 1997), deutscher Fußballspieler
- Oseen, Carl Wilhelm (1879–1944), schwedischer theoretischer Physiker

### Oseg
- Osegueda, Mark (* 1969), US-amerikanischer Thrash-Metal-Sänger
- Oseguera, Nemesio (* 1966), mexikanischer DrogenbaronNemesio Oseguera (* 1966)

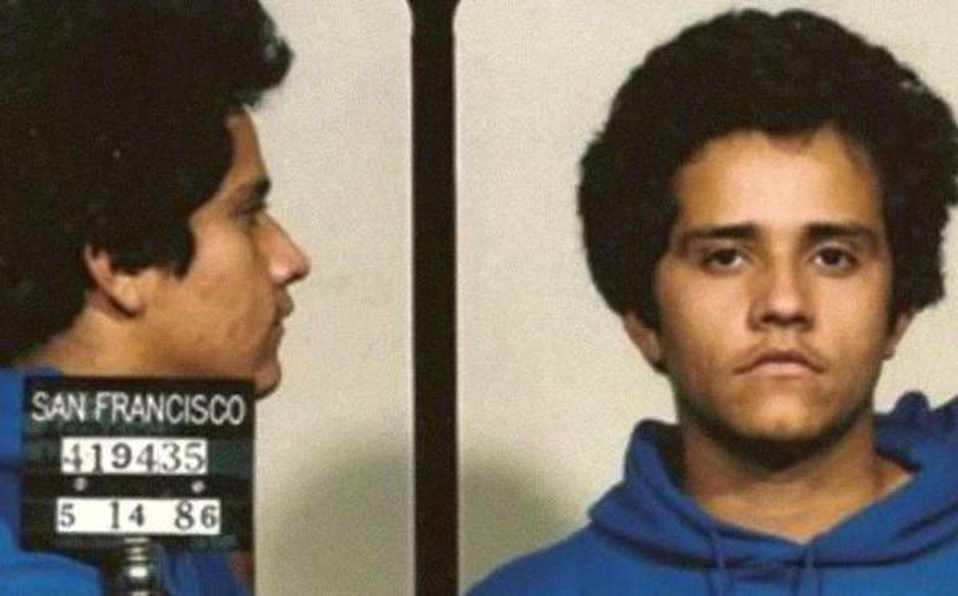
Nemesio Oseguera (* 1966)

### Osei
- Osei Kwadwo, Manfred (* 1995), deutscher Fußballspieler
- Osei Tutu I. († 1717), Gründer des Königreichs der Aschanti im heutigen Ghana
- Osei, Alexander Prince (* 1989), deutscher Schauspieler
- Osei, Anja (* 1977), deutsche Politikwissenschaftlerin
- Osei, Anthony Akoto (1953–2023), ghanaischer Politiker und Banker
- Osei, Christina (* 1966), deutsche Politikerin (Bündnis 90/Die Grünen), MdL NRW
- Osei, Claudius (* 1980), deutscher American-Football-Spieler
- Osei, Isaac (* 1951), ghanaischer Parlamentsabgeordneter, Diplomat und Kakaofunktionär
- Osei, Kofi (* 1940), ghanaischer Fußballspieler und Geistlicher
- Osei, Miles (* 2002), deutscher Basketballspieler
- Osei, Padmore, deutscher American-Football-Spieler
- Osei, Philip (* 1990), kanadischer Leichtathlet
- Osei, Ransford (* 1990), ghanaischer Fußballspieler
- Osei-Agyemang, Mimi (* 1981), ghanaische Fußballspielerin
- Osei-Bonsu, Joseph (* 1948), ghanaischer Geistlicher, emeritierter römisch-katholischer Bischof von Konongo-Mampong
- Osei-Kwaku, Edward († 2005), ghanaischer Rechtsanwalt und Politiker
- Osei-Mensah, Simon (* 1961), ghanaischer Politiker (NPP)
- Osei-Nketia, Edward (* 2001), neuseeländischer Leichtathlet
- Osei-Tutu, Jordi (* 1998), englischer Fußballspieler

### Osej
- Osejo, Rafael Francisco (1790–1848), nicaraguanischer Geisteswissenschaftler, Professor und Präsident von Costa Rica (20. bis 28. März 1823)

### Osel
- Osel, Hans (1907–1996), deutscher Bildhauer
- Osel, Heinrich (1863–1919), deutscher Politiker (Zentrum, BVP), MdR, MdL (Bayern)Heinrich Osel (1863–1919)

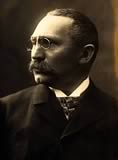
Heinrich Osel (1863–1919)

- Oselio, Gina (1858–1937), norwegische Opernsängerin (Mezzosopran)
- Osella, Enzo (* 1939), italienischer Rennwagenkonstrukteur und ehemaliger Motorsport-Teamchef
- Osella, Marco (* 1981), italienischer Radrennfahrer

### Osem
- Oseman, Alice (* 1994), britische Young-Adult-Autorin und Illustratorin
- Osemele, Kelechi (* 1989), US-amerikanischer American-Football-Spieler
- Osemund, Friedrich Christoph (1655–1733), deutscher Publizist, Philologe, Historiker und Alchemist

### Osen
- Osen, Johann Ernst Dietrich von (1723–1801), preußischer Generalmajor
- Osenberg, Gerd (* 1937), deutscher Sporttrainer
- Osenberg, Stefanie (* 1968), deutsche Handballspielerin und -trainerin
- Osenberg, Werner (1900–1974), deutscher Materialwissenschaftler
- Osenbrüggen, Eduard (1809–1879), deutsch-schweizerischer Rechtswissenschaftler, Kriminalist und Reiseschriftsteller
- Osenbrüggen, Johann (1773–1841), deutscher Autor, Kirchenmusiker und Pädagoge
- Osendarp, Martinus (1916–2002), niederländischer Leichtathlet, Polizist und KriegsverbrecherMartinus Osendarp (1916–2002)

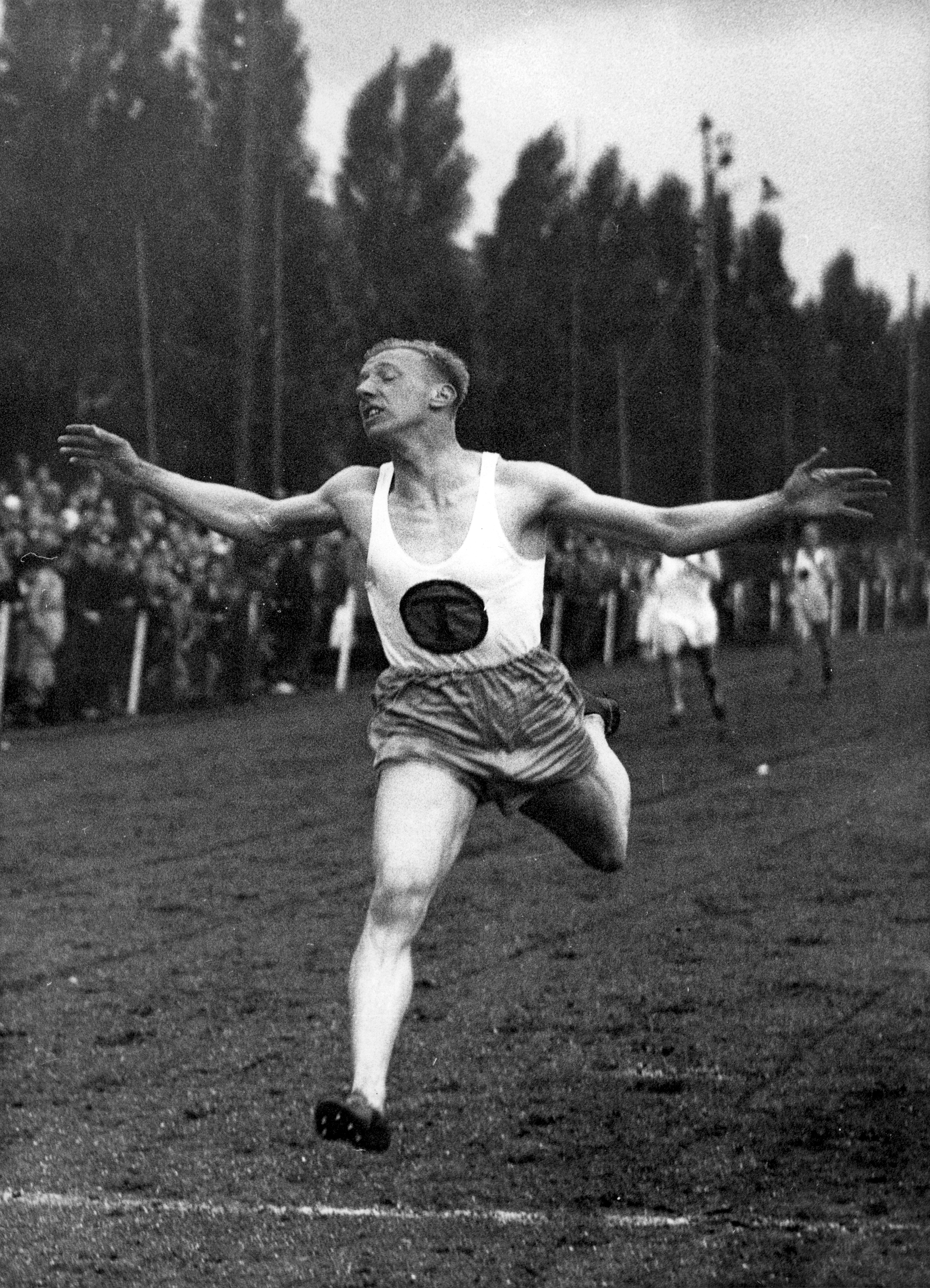
Martinus Osendarp (1916–2002)

- Oseni, Ganiyu (* 1991), nigerianischer Fußballspieler

### Oser
- Oser, Charles (1902–1994), Schweizer Bundeskanzler
- Oser, Friedrich (1820–1891), Schweizer Pfarrer und Dichter
- Oser, Fritz (1937–2020), Schweizer Pädagoge, Psychologe, Religionspädagoge und Hochschullehrer
- Oser, Hans (1895–1951), Schweizer Dirigent, Chorleiter und Komponist
- Oser, Hugo (1863–1930), Schweizer Rechtswissenschaftler und Bundesrichter
- Oser, Jean (1908–2002), deutsch-amerikanischer Filmeditor
- Oser, Johann (1833–1912), österreichischer Chemiker und Hochschullehrer
- Oser, Leopold (1839–1910), Wiener Mediziner und Ordinarius
- Oser, Pierre (* 1956), deutscher Komponist, Pianist, Dirigent
- Oserban, Miha (* 2006), slowenischer Skirennläufer
- Oserezkowski, Nikolai Jakowlewitsch (1750–1827), russischer Naturforscher und Forschungsreisender
- Osernych, Sergei, sowjetischer Skispringer
- Oserow, Georgi Alexandrowitsch (1889–1977), russisch-sowjetischer Luftfahrtingenieur
- Oserow, Iwan Christoforowitsch (1869–1942), russisch-sowjetischer Ökonom, Jurist und Hochschullehrer
- Oserow, Juri Nikolajewitsch (1921–2001), russischer Regisseur
- Oserow, Lew Adolfowitsch (1914–1996), sowjetisch-ukrainischer Schriftsteller, Übersetzer und Kritiker
- Oserow, Wiktor Alexejewitsch (* 1958), russischer Politiker
- Oserow, Wladislaw Alexandrowitsch (1769–1816), russischer Dramatiker
- Oserski, Alexander Dmitrijewitsch (1813–1880), russischer Bergbauingenieur und Hochschullehrer

### Oses
- Oseso Tuka, Cleophas (* 1967), kenianischer römisch-katholischer Geistlicher und Bischof von Nakuru

### Oset
- Osetkowski, Dylan (* 1996), US-amerikanischer BasketballspielerDylan Osetkowski (* 1996)

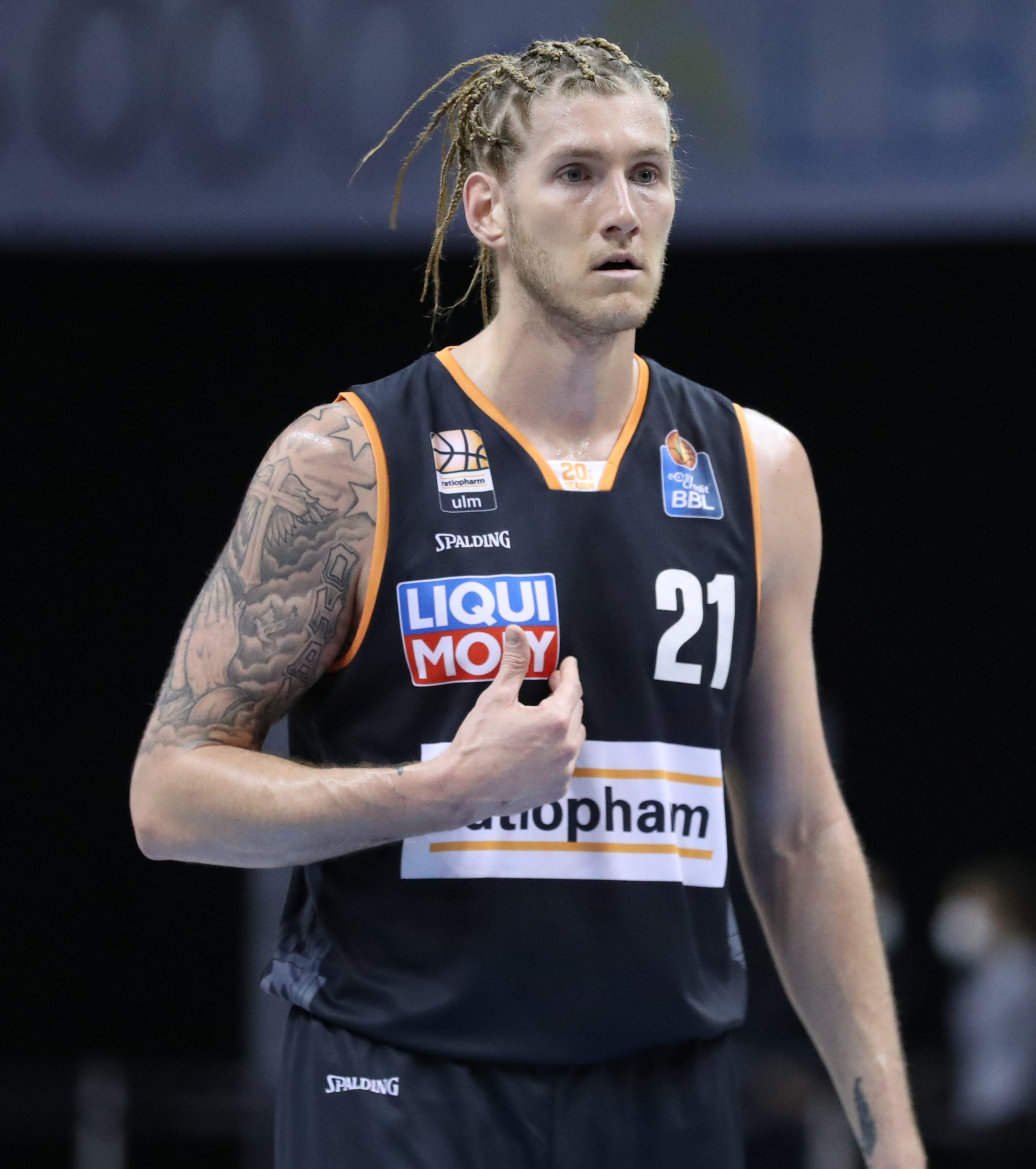
Dylan Osetkowski (* 1996)

- Ōseto, Kazuma (* 1994), japanischer Sprinter